# Rohan
Rohan ist eine französische Gemeinde mit 1.541 Einwohnern (Stand 1. Januar 2022) im Département Morbihan in der Region Bretagne. Sie gehört zum Arrondissement Pontivy und zum Kanton Grand-Champ.

## Geografie
Die Gemeinde Rohan liegt am Ufer des kanalisierten Flusses Oust, der hier als Teil des Nantes-Brest-Kanals fungiert, 17 Kilometer östlich von Pontivy an der Grenze zum Département Côtes-d’Armor. An der nordwestlichen Gemeinde- und Départementgrenze mündet der Larhon in den Oust. Umgeben wird Rohan von den Nachbargemeinden Saint-Maudan im Norden, Saint-Barnabé im Nordosten, Bréhan im Osten, Crédin im Süden sowie Gueltas im Westen und Nordwesten.

## Geschichte
Rohan liegt in der ehemaligen Vizegrafschaft Porhoët und ist der Stammsitz der Familie Rohan. Die Vizegrafschaft Rohan wurde 1120 durch die Erbteilung zwischen Geoffroy und Alain de Porhoët geschaffen. Letzterer bemächtigte sich des rechten Flussufers (außer Ploërmel) und der Umgebung von Josselin und baute hier seine Burg. 1604 erhob König Heinrich IV. Rohan zum Herzogtum, allerdings verlegte der neue Herzog, Henri II. de Rohan, seinen Sitz dann nach Pontivy auf das Château de Pontivy, das sein Großvater Jean II. de Rohan gebaut hatte. Das Schloss verfiel im 17. und 18. Jahrhundert. Im 19. Jahrhundert stifteten die Herzöge von Rohan-Chabot die Steine der Ruine zum Aufbau des Klosters Notre-Dame de Timadeuc in Bréhan. 

### Bevölkerungsentwicklung
| Jahr                       | 1962 | 1968 | 1975 | 1982 | 1990 | 1999 | 2011 | 2019 |
| Einwohner                  | 1648 | 1731 | 1746 | 1707 | 1604 | 1521 | 1670 | 1636 |
| Quellen: Cassini und INSEE |      |      |      |      |      |      |      |      |

## Sehenswürdigkeiten
- Kapelle Notre-Dame de Bonne-Encontre, 16. Jahrhundert (Monument historique)
- Kirche Saint-Gouvry, 16. Jahrhundert
- Neugotische Kirche Saint-Gobrien, Ende 19. Jahrhundert
- Neugotische Kirche Saint-Samson, 1904 neu erbaut auf den Fundamenten einer Kirche aus dem 15. Jahrhundert
- Manoir de Quengo, 16. Jahrhundert
- ehemalige Markthalle

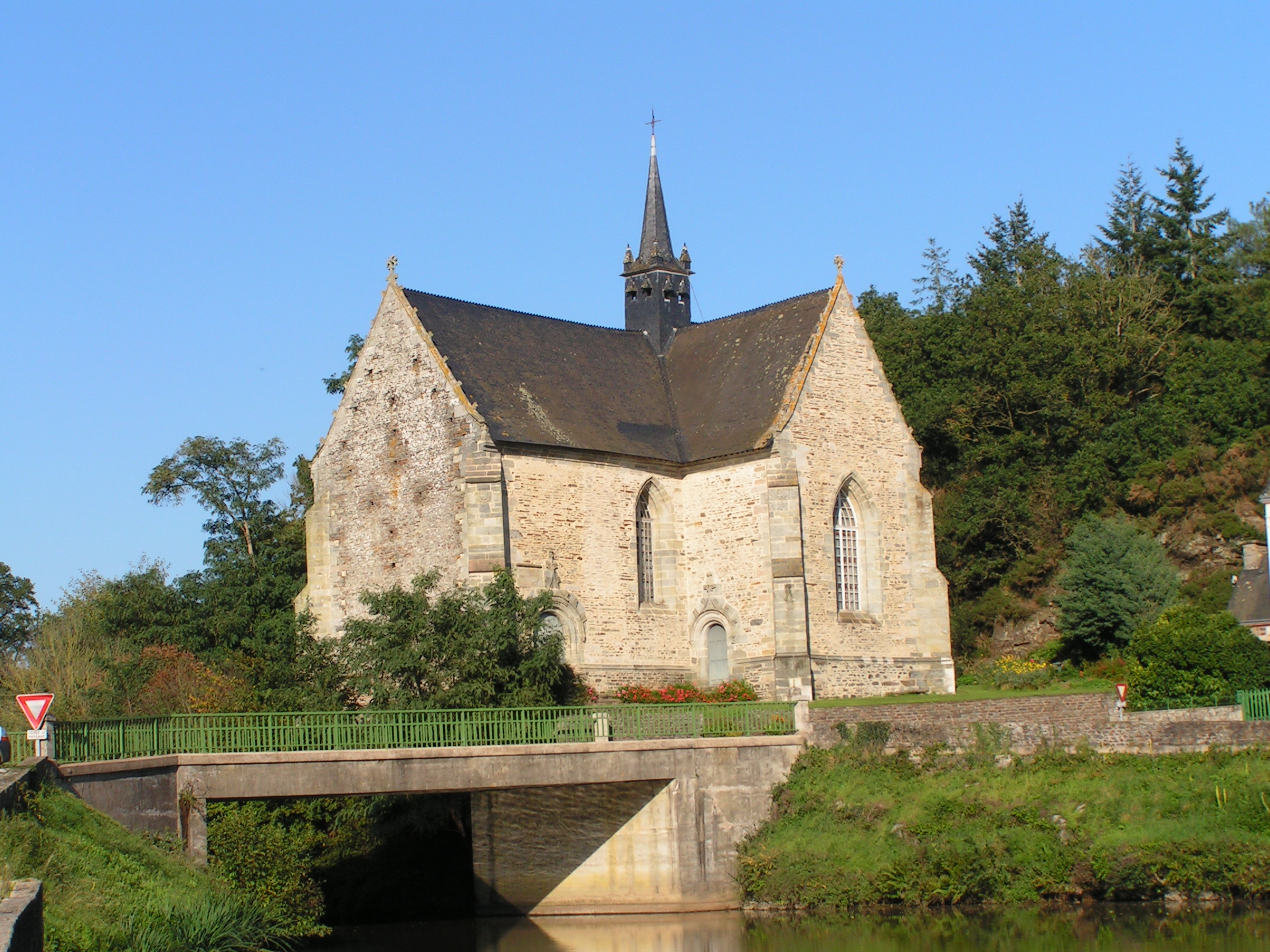
Kapelle Notre-Dame de Bonne-Encontre
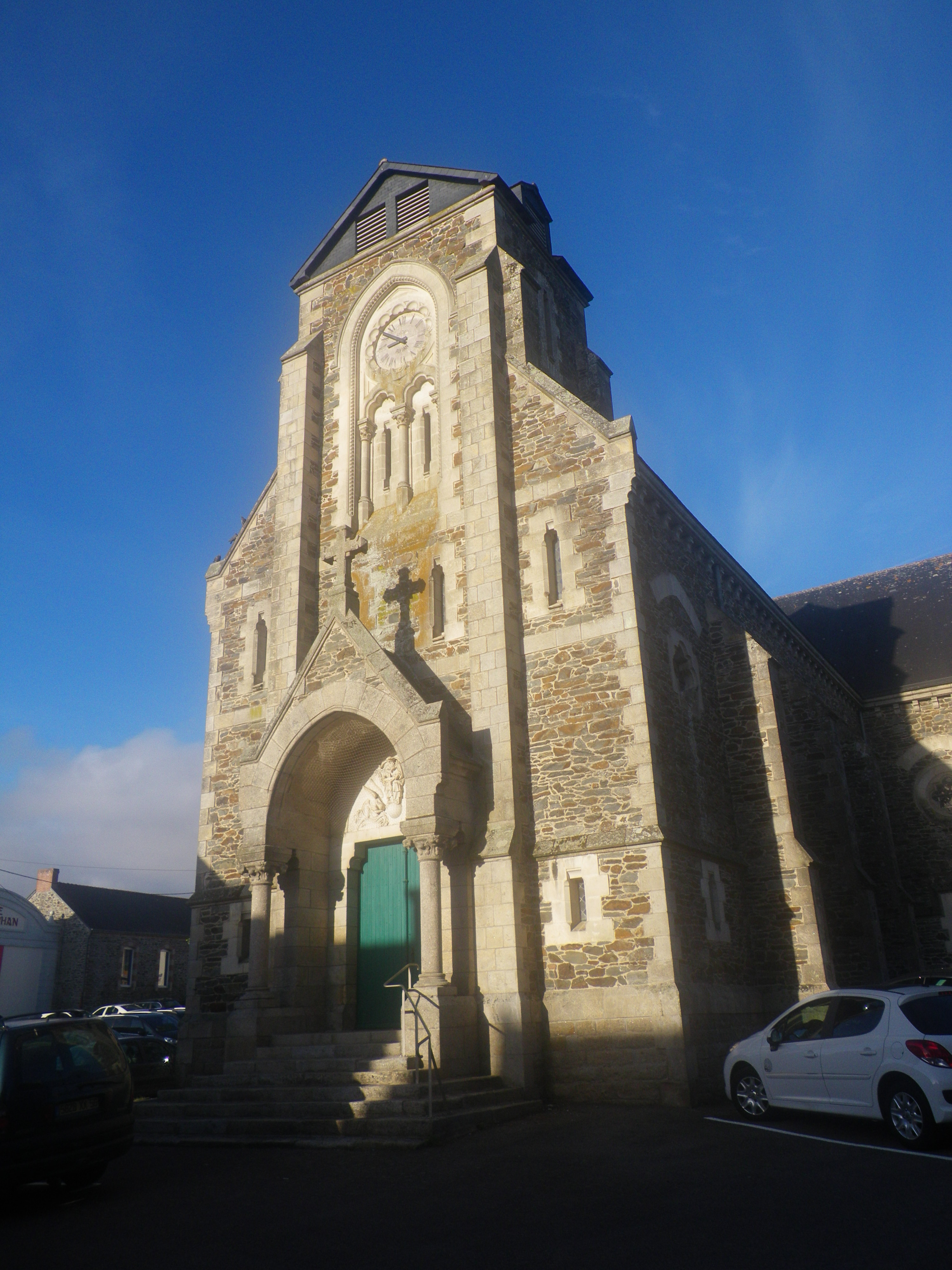
Kirche Saint-Gobrien
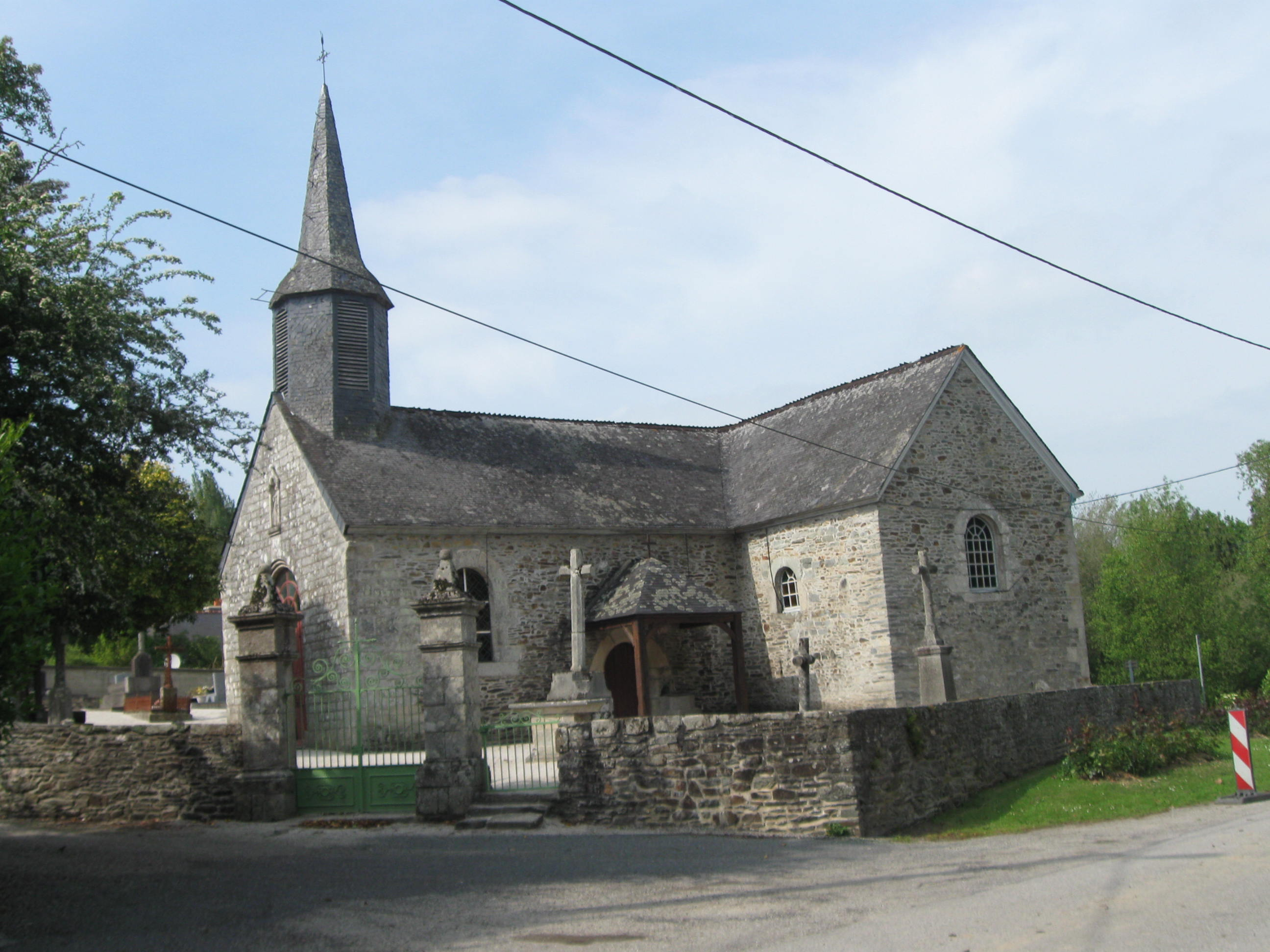
Kirche Saint-Gouvry
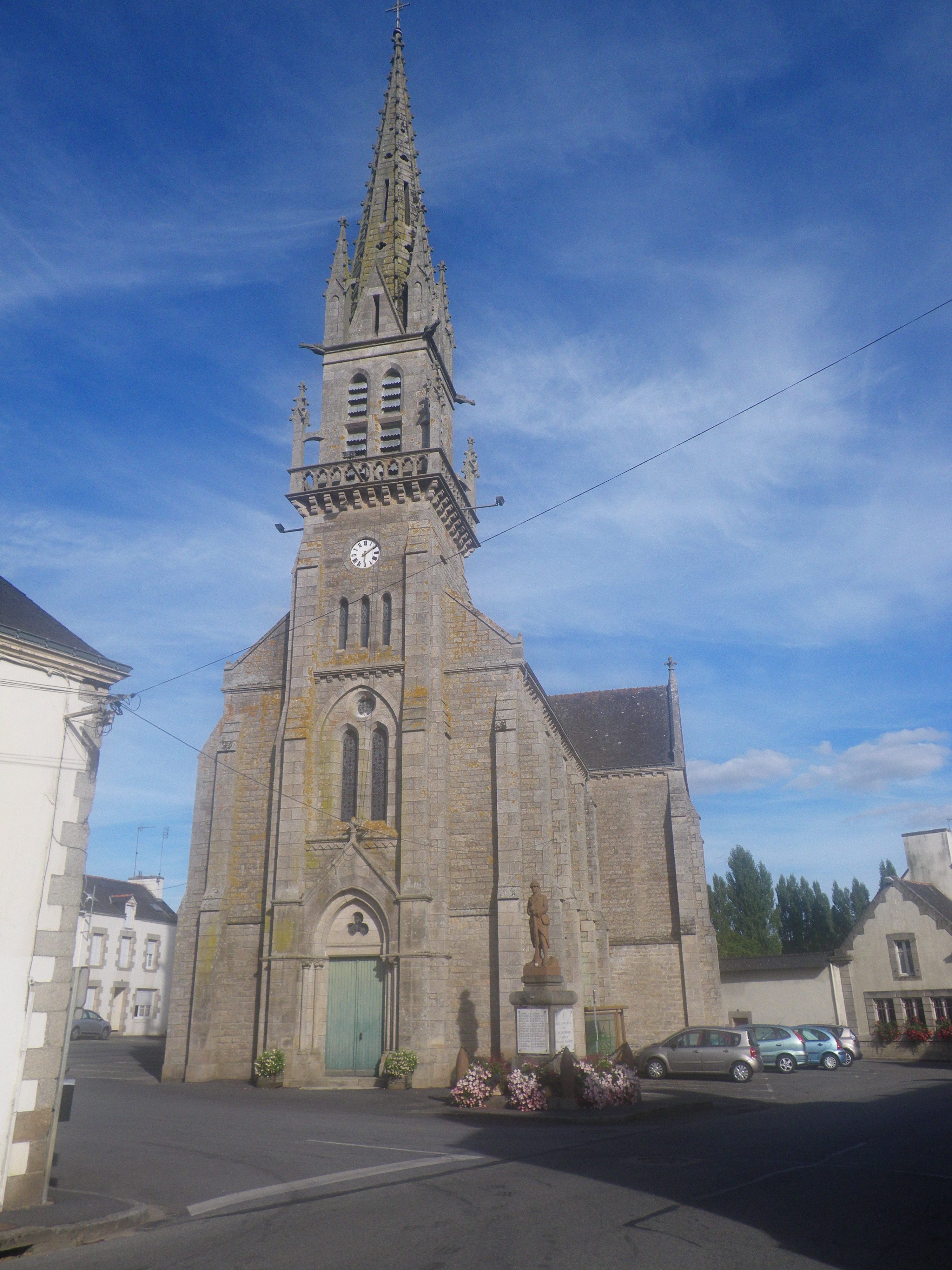
Kirche Saint-Samson
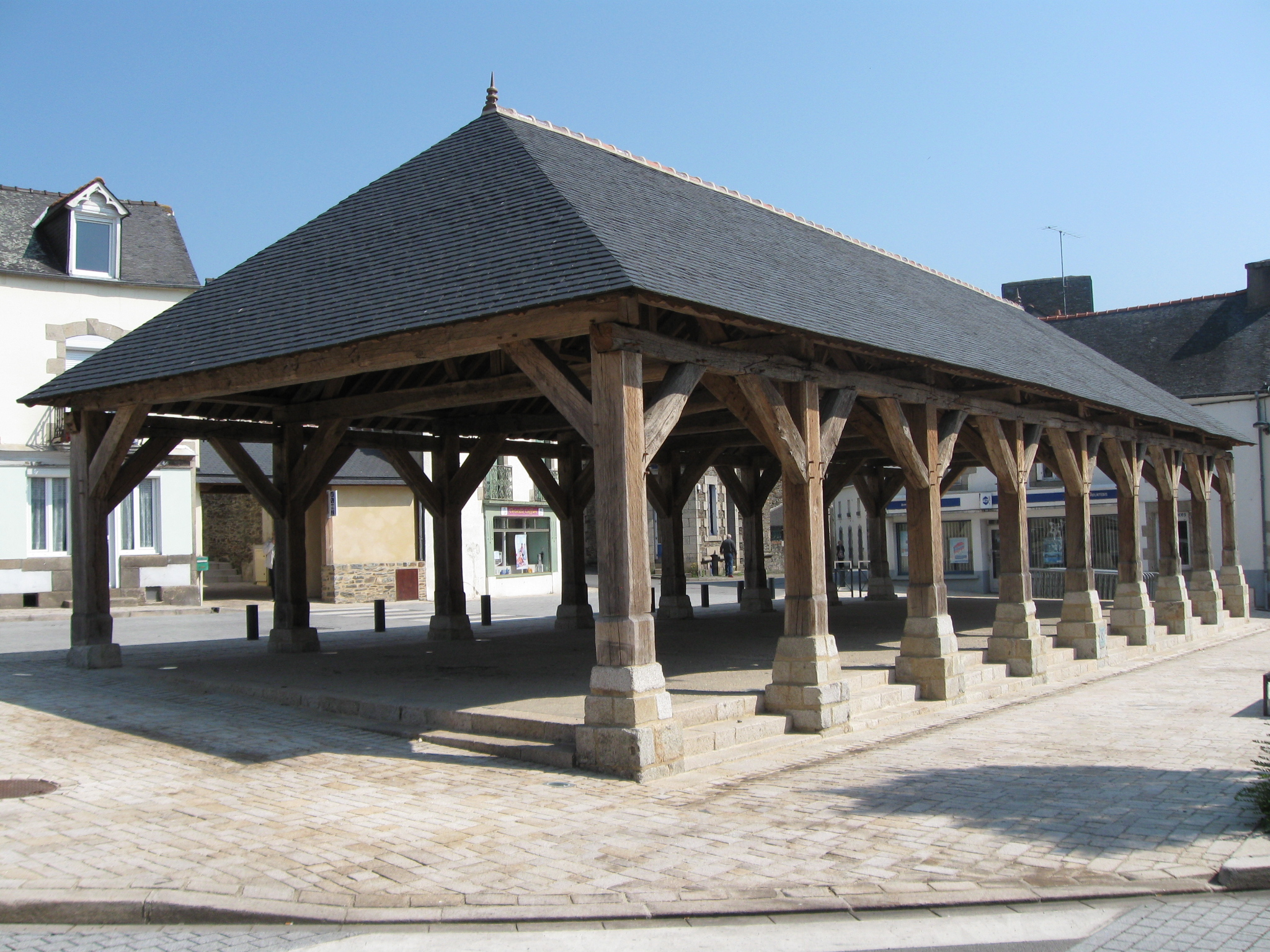
Ehemalige Markthalle
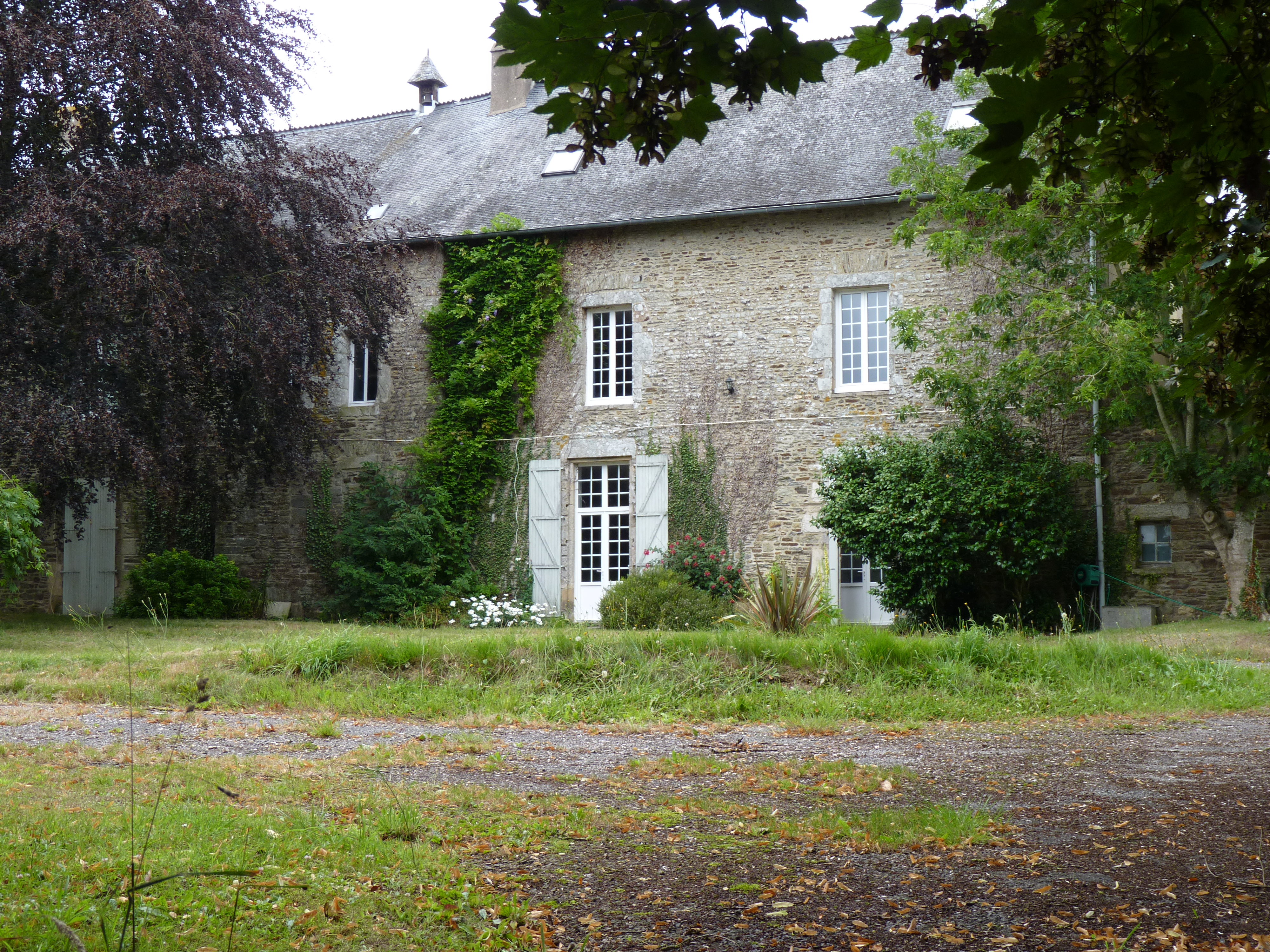
Herrenhaus Quengo
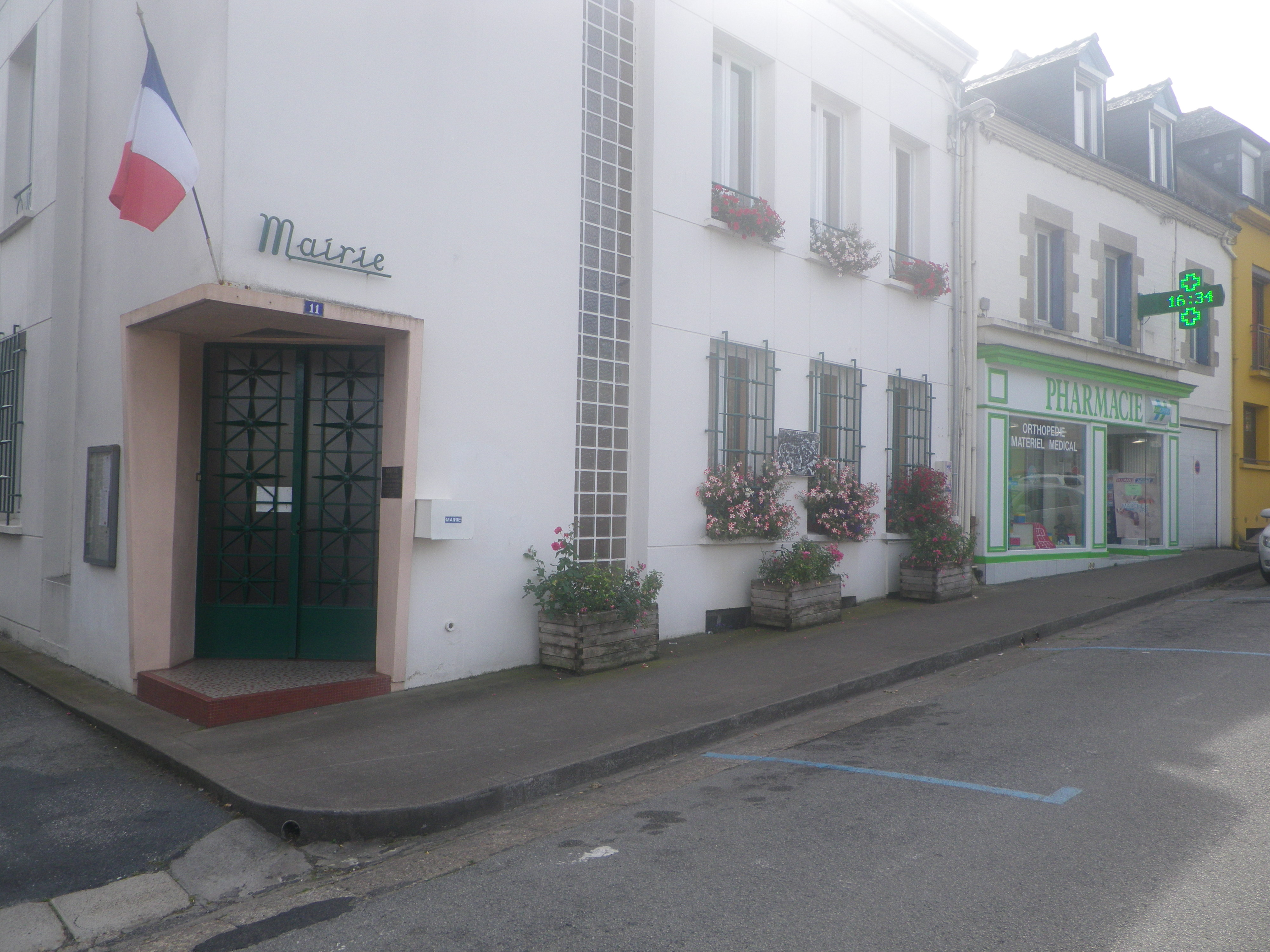
Mairie Rohan